# Насир (Южный Судан)
Насир (англ. Nasir) — город на востоке Южного Судана, на территории округа Насир (округ) штата Верхний Нил.

## Географическое положение
Город находится в южной части штата, на правом берегу реки Собат, вблизи границы с Эфиопией, на расстоянии приблизительно 180 километров к юго-востоку от города Малакаль, административного центра штата и на расстоянии 445 километров к северо-северо-востоку (NNE) от столицы страны Джубы. Абсолютная высота — 281 метр над уровнем моря.

## Население
По данным Национального бюро статистики Республики Южный Судан (National Bureau of Statistics) численность населения Насира в 2010 году составляла 43 733 человек.

## Транспорт
Ближайший аэропорт расположен в городе Акобо.